# フライデー・ナイト・ライツ・アウト
『フライデー・ナイト・ライツ・アウト』 (Friday Night Lights Out) は、アメリカのケーブルテレビ局・Spikeで放送されていた格闘技及びプロボクシング中継番組。日本ではWOWOW「エキサイトマッチ」が試合映像を放送していた。

## 概要
元々はBellator MMA（総合格闘技）とGLORY（キックボクシング）の試合を中継する格闘技中継番組であったが、2015年1月22日にボクシングマネージャー兼アドバイザーのアル・ヘイモンが手がけるプレミア・ボクシング・チャンピオンズが、NBC及びNBCSNに続いてSpikeのフライデー・ナイト・ライツ・アウトでも放送されることが発表された。しかし、2017年4月にプレミア・ボクシング・チャンピオンズ、その後GLORYの放送も終了となり、フライデー・ナイト・ライツ・アウトでの放送はBellator MMAのみとなった。

## プレミア・ボクシング・チャンピオンズ
2015年3月13日にアンドレ・ベルトvsホセシート・ロペスの試合で初放送された。その後NBC及びNBCSN、ESPN、Foxに次いで数多くのビッグマッチを手掛けていき、初回の平均視聴数は58万1千人だった。
2017年4月12日、Spikeが「PBCの提供カードの質が低かったこと」を要因の一つとして挙げ、数ヶ月後の契約満了を待たずに放送を打ち切った。最後の放送は2017年1月13日に行われたWBA・IBO世界スーパーウェルター級王者エリスランディ・ララvsユーリ・フォアマン戦であった。

## 日本人選手が放送された試合
| 日付           | 試合                  | 視聴者数  | 参考                                                 |
| -------------- | --------------------- | --------- | ---------------------------------------------------- |
| 2015年10月12日 | 河野公平 vs. 亀田興毅 | 31万5千人 | アンドルー・フォンファラvsネイサン・クレバリーの前座 |

## 出演者
- スコット・ハンソン（実況）
- ジミー・スミス（解説）
- アントニオ・ターバー（解説）
- デーナ・ジェーコブソン（進行役）
- トーマス・ハーンズ（アナリスト）